# Johan Paulik

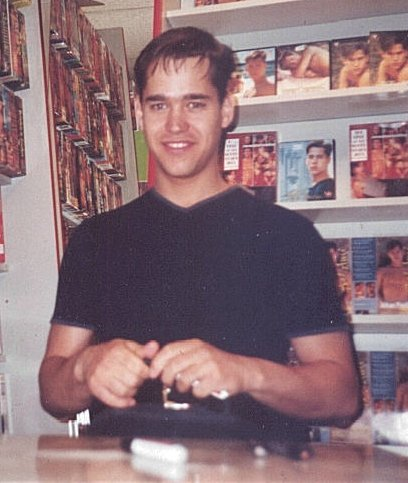

Johan Paulik (* 14. März 1975 in Bratislava, Tschechoslowakei, eigentlich: Daniel Ferenčík) ist ein slowakischer Pornodarsteller. 

## Leben
Die Karriere von Paulik begann als professioneller Tänzer. Im Jahr 1993 wurde er von dem amerikanischen Bel Ami-Fotografen George Duroy in Bratislava entdeckt, und es wurden Fotos von ihm angefertigt, denen bald homosexuelle Pornofilme folgten. Seine erste Rolle bekam er 1994 in dem Hardcore-Porno Sauna Paradiso, die zweite in Lukas Story folgte kurz darauf. 1997 erschien in Deutschland der erotische Bildband Photos of Johan. 
In den ersten Jahren durften Pauliks Hardcorefilme in Europa nicht verkauft oder verliehen werden, seit 2001 sind sie aber auch hier erhältlich.
Innerhalb kurzer Zeit entwickelte sich Paulik weltweit zum Topstar der schwulen Pornoindustrie. Obwohl er nur bei homosexuellen Produktionen tätig war, bezeichnete er sich früher selbst als heterosexuell. Heute beschreibt er sich jedoch als eher bisexuell.
Johan Paulik hat sich mittlerweile von der Arbeit als Darsteller zurückgezogen, ist aber weiterhin bei Bel Ami hinter der Kamera tätig. Er spricht neben seiner Muttersprache Slowakisch weitere Sprachen, darunter Deutsch und Englisch. In Too Many Boys 2 ist Paulik am Beginn und am Ende des Films in einer kurzen Sprechrolle zu sehen.

## Filmografie
- 1994: Sauna Paradiso
- 1994: Lukas’ Story
- 1994: The Plowboys
- 1995: Lukas’ Story 2 (When Boy Meets Boy)
- 1995: Frisky Summer
- 1995: The Chain Reaction
- 1995: Blue Danube
- 1995: Siberian Heat
- 1995: Boy Oh Boy
- 1996: Sunshine After the Rain
- 1996: The First Time Summer
- 1996: Out at Last
- 1996: Moments With Johan
- 1996: Boy 3: Boy Wonder
- 1997: An American in Prague
- 1998: Johan’s Big Chance
- 1998: You’re Gorgeous
- 2001: Cover Boys
- 2001: All about Bel Ami
- 2005: Alfresco
- 2007: Too Many Boys 2

### Produktionen
- 1997: Souvenirs
- 1998: Lucky Lukas
- 1999: Cherries

## Druckwerke

### Kalender
- Bel Ami-Kalender 1997
- Together – Bel Ami-Kalender 1998
- Bel Ami-Allstar-Kalender 2001

### Bildbände
- Bel Ami – Photos of Johan. Bruno Gmünder, Berlin 1997, ISBN 3-86187-090-8.
- Howard Roffman: Johan Paulik. Bruno Gmünder, Berlin 1997, ISBN 3-86187-193-9.

### Magazin
- Mandate (USA, Mavety Media Group)